# دانيال روبنز
دانيال روبنز (بالإنجليزية: Daniel Robbins)‏ هو مؤرخ الفن ومؤرخ أمريكي، ولد في 1932 في بروكلين في الولايات المتحدة، وتوفي في 14 يناير 1995 في لبنان في الولايات المتحدة بسبب سرطان.